# Dahls

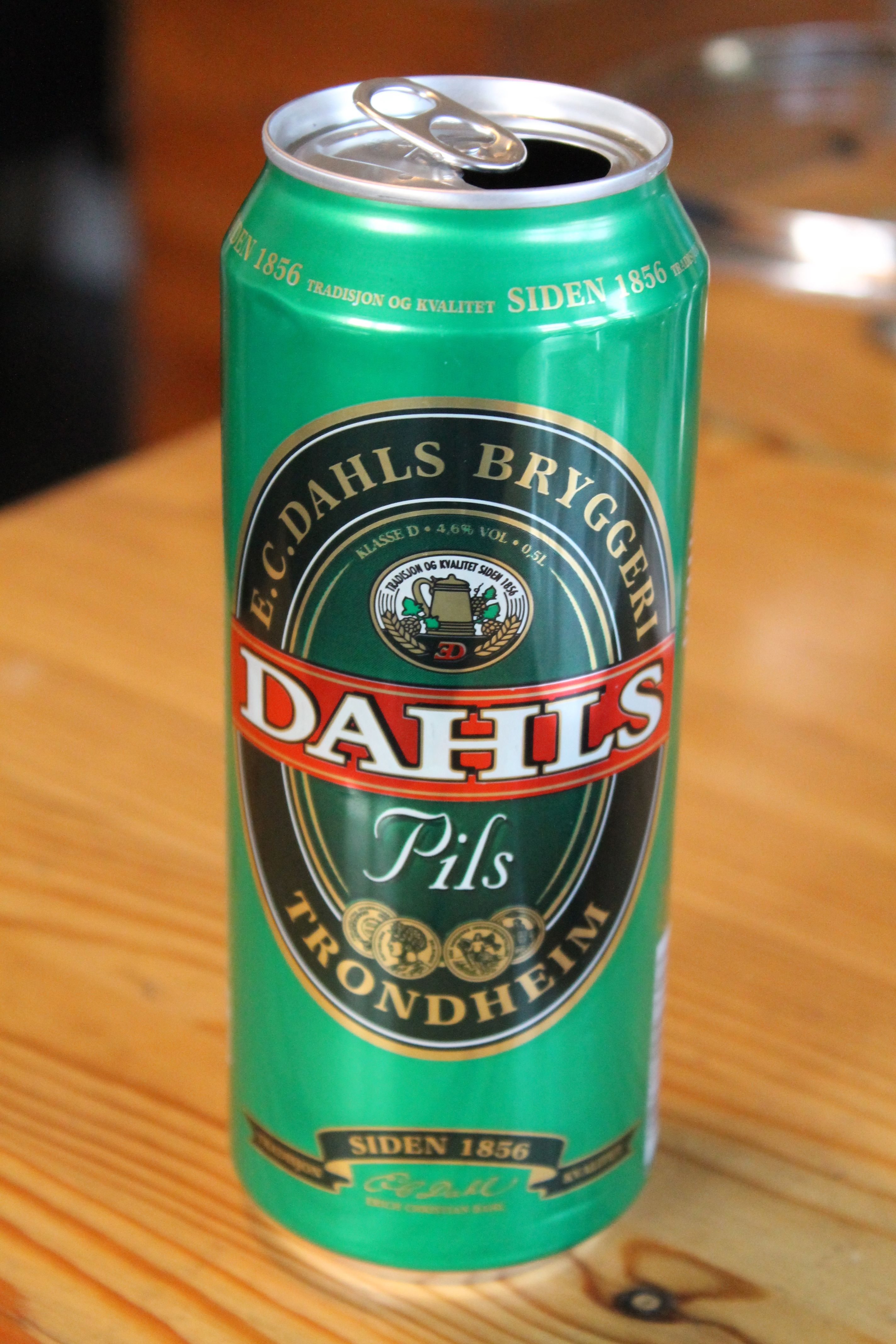
Canette de bière de marque Dahls, 500 ml.

La Dahls est une marque de bière, de type pilsner, fabriquée à Trondheim (Norvège) par la brasserie E. C. Dahls.
Elle titre 4,5 % d'alcool.
La Dahls est commercialisée en canettes, bouteilles et à la pression (fatøl).